# 세상에는 사랑밖에 없어
〈세상에는 사랑밖에 없어〉(世界には愛しかない 세카이니와아이시카나이[*])는 일본의 걸 그룹 케야키자카46의 두 번째 싱글이다. 2016년 8월 10일에 소니 레코드에서 발매됐다. 노래의 센터 포지션은 히라테 유리나가 맡았다.

## 발매 배경
DVD가 부속되어 있는 Type-A · B · C, CD뿐인 통상판의 네 형태로 발매。
타이틀 곡 〈세상에는 사랑밖에 없어〉는 발매에 앞서서 2016년 6월 18일에 《케야키자카46 여기는 유라쿠초 호시조라 방송국》에서 라디오 첫 공개, 2016년 6월 29일에 《TV 도쿄 음악제》에서 텔레비전 첫 공개됐으며, 2016년 7월부터 케야키자카46의 미스테리 학원 드라마 《도쿠야마 다이고로를 누가 죽였나?》의 주제가로 사용됐다.
가사는 시 낭송을 사용했으며, 약자를 품는 현실감(reality)이나 심상 풍경을 그리고 있다.
안무는 멤버 전원이 평등하게 찍도록 고안했으며, 전 싱글 〈사일런트 머조리티〉보다 표정에 무게를 두고 있다.

## 아트 워크
자켓 사진의 멤버 분할은 아래의 표와 같다.
| Type-A 표지 | 히라테 유리나 |
| Type-A 뒷면 | 와타나베 리카, 히라테 유리나, 이마이즈미 유이 |
| Type-B 표지 | 이마이즈미 유이, 와타나베 리사, 와타나베 리카, 시다 마나카                                                                                         |
| Type-B 뒷면 | 이마이즈미 유이, 와타나베 리사, 와타나베 리카, 시다 마나카                                                                                         |
| Type-C 표지 | 하부 미즈호, 스즈모토 미유, 모리야 아카네, 나가하마 네루, 코바야시 유이, 스가이 유카                                                               |
| Type-C 뒷면 | 와타나베 리카, 와타나베 리사, 시다 마나카, 코바야시 유이, 하부 미즈호, 모리야 아카네, 스즈모토 미유, 스가이 유카, 히라테 유리나, 나가하마 네루     |
| 통상판 표지 | 사토 시오리, 사이토 후유카, 코이케 미나미, 오제키 리카, 우에무라 리나, 하라다 아오이, 나가사와 나나코, 니시모리 니지카, 오다 나나, 요네타니 나나미 |
| 통상판 뒷면 | 4명의 다리 (멤버 알 수 없음) |

## 차트 성적
이번 싱글은 2016년 8월 9일자 오리콘 일간 CD 싱글 차트에서 추정 매상 25만 523장을 기록했으며, 첫 등장 1위를 획득했다. 그 후, 2016년 8월 22일자 Billboard Japan Hot 100, Billboard Japan Top Singles Sales, 오리콘 주간 CD 싱글 차트에서 추정 매상 32만 3066장을 기록했으며, 주간 1위를 획득했다. 여성 그룹이 데뷔 1년 이내에 첫 주 매상 30만 장을 돌파한 것은 PUFFY 〈이것이 내가 살아가는 길〉의 약 40만 3000장, NMB48 〈순정U-19〉의 약 32만 9000장에 이어서 역대 3위이다. 사운드스캔 재팬에 따르면, 점포 판매의 첫 주 매상 대부분을 독점한 지역은 1위가 도쿄 도, 2위가 아이치 현, 3위가 가나가와 현, 4위가 사이타마 현, 5위가 지바 현이다. 2016년 8월 오리콘 월간 CD 싱글 차트에서는 추정 매상 35만 2825장을 기록했으며, 월간 1위를 획득했다.

## 뮤직비디오
세상에는 사랑밖에 없어
타이틀 곡 〈세상에는 사랑밖에 없어〉의 뮤직비디오는 학교 체육관에서 나오는 히라테 유리나의 외침으로부터 시작된다. 청춘을 테마로 시 낭송을 하면서, 풍차가 있는 홋카이도의 대초원이 비추고 있다. 이케다 카즈마는 촬영지의 하나로 전 싱글 〈사일런트 머조리티〉의 도시와는 대조적으로 홋카이도 도마마에정의 풍력발전소가 있는 초원을 선택했지만, 콘노 요시오는 난색을 표했다. 하지만, 풍력발전소의 임팩트, 문명의 상징과 자연의 공존, 풍차가 기호화된 도시적인 장면에 찍어 볼 수 도 없다는 이유에서 이 제안을 받아들였다. 〈세상에는 사랑밖에 없어〉로 불린 초원의 장면은 상상(imagination) 위에 이루는 자기의 해방을 느낄 수 있는 장면이며, 그것과 대비되는 형태로 실현을 느낄 수 있는 학교 장면이 있다. 뮤직비디오는 유튜브에서 몇 번이나 재생시킬 것을 염두에 두고, 시청자가 한번 본 것만으로는 싫증나지 않도록 작은 시간 속에 많은 정보를 담고 있다. 안무는 우에노 타카히로, 의상은 오나이 키미카, 감독은 이케다 카즈마가 담당했다.
말한다면 미래를…
커플링 곡 〈말한다면 미래를...〉의 뮤직비디오는 댄스 퍼포먼스에 집중을 한 작품. 2016년 7월 19일에 SHOWROOM에서 ‘케야키자카46 두 번째 싱글 커플링 MV 감상회’가 개최됐으며, 출연자로 오제키 리카, 오다 나나, 사토 시오리, 시다 마나카, 모리야 아카네, 시청자로 아키모토 야스시가 등장하며, 촬영 시의 에피소드를 섞으가면서 첫 공개됐다. 안무는 우에노 타카히로, 감독은 신구 료헤이가 담당했다.
시부야에서 PARCO가 사라진 날
히라테 유리나의 솔로 곡 〈시부야에서 PARCO가 사라진 날〉의 뮤직비디오는 2016년 8월 7일에 일시 폐관 예정인 시부야 PARCO 부근에서 촬영됐다. 시부야 PARCO는 2019년에 다시 오픈이 결정되어 있으며, 케야키자카46의 첫 번째 싱글 〈사일런트 머조리티〉의 수록곡 〈야마노테 선〉으로 기차에서 헤맨 히라테 유리나가, 세일러 복 모습으로 시부야 PARCO 부근에 내려 서서, 진홍색의 슈트를 입으면서, 다시 만날 그 날까지 나는 어른이 될 거라고 결의한다. 2016년 7월 23일에 SHOWROOM에서 뮤직비디오의 감상회가 개최됐으며, 케야키자카46의 히라테 유리나와 히라가나 케야키자카46의 나가하마 네루가 감상했다. 안무는 우에노 타카히로, 감독은 니노미야 “NINO” 다이스케가 담당했다.

## 노래가 사용된 곳
세상에는 사랑밖에 없어
- 드라마 《도쿠야마 다이고로를 누가 죽였나?》의 주제가[6].

## 수록곡

### Type-A
| #            | 제목                                                       | 작사            | 작곡             | 편곡  | 재생 시간 |
| ------------ | ---------------------------------------------------------- | --------------- | ---------------- | ----- | --------- |
| 1.           | 〈세상에는 사랑밖에 없어〉 (世界には愛しかない)            | 아키모토 야스시 | 시라토 유스케    | 4:56  |           |
| 2.           | 〈말한다면 미래를...〉 (語るなら未来を…)                   | 아키모토 야스시 | PENGUINS PROJECT | 3:52  |           |
| 3.           | 〈시부야에서 PARCO가 사라진 날〉 (渋谷からPARCOが消えた日) | 아키모토 야스시 | 하라다 아츠시    | 4:55  |           |
| 4.           | 〈세상에는 사랑밖에 없어〉 (off vocal ver.)                |                 | 시라토 유스케    | 4:56  |           |
| 5.           | 〈말한다면 미래를...〉 (off vocal ver.)                    |                 | PENGUINS PROJECT | 3:53  |           |
| 6.           | 〈시부야에서 PARCO가 사라진 날〉 (off vocal ver.)          |                 | 하라다 아츠시    | 4:55  |           |
| 총 재생 시간 | 총 재생 시간                                               | 총 재생 시간    | 총 재생 시간     | 27:25 |           |

| #            | 제목                                                                                | 감독                   | 재생 시간 |
| ------------ | ----------------------------------------------------------------------------------- | ---------------------- | --------- |
| 1.           | 〈세상에는 사랑밖에 없어 (뮤직비디오)〉 (世界には愛しかない Music Video)            | 이케다 카즈마          | 5:06      |
| 2.           | 〈시부야에서 PARCO가 사라진 날 (뮤직비디오)〉 (渋谷からPARCOが消えた日 Music Video) | 니미노 “NINO” 다이스케 | 5:18      |
| 3.           | 〈이시모리 니지카〉 (石森虹花)                                                      | 니와 타카유키          | 4:12      |
| 4.           | 〈오제키 리카〉 (尾関梨香)                                                          | 오쿠야마 오사무        | 5:38      |
| 5.           | 〈시다 마나카〉 (志田愛佳)                                                          | 소네 하야토            | 3:48      |
| 6.           | 〈하부 미즈호〉 (土生瑞穂)                                                          | 하야사카 료스케        | 3:23      |
| 7.           | 〈모리야 아카네〉 (守屋茜)                                                          | 하시모토 유지로        | 6:10      |
| 8.           | 〈와타나베 리카〉 (渡辺梨加)                                                        | 마츠무라 타쿠미        | 4:57      |
| 9.           | 〈와타나베 리사〉 (渡邉理佐)                                                        | 타카스기 마코토        | 3:26      |
| 총 재생 시간 | 총 재생 시간                                                                        | 총 재생 시간           | 41:58     |

### Type-B
| #            | 제목                                            | 작사            | 작곡             | 편곡  | 재생 시간 |
| ------------ | ----------------------------------------------- | --------------- | ---------------- | ----- | --------- |
| 1.           | 〈세상에는 사랑밖에 없어〉 (世界には愛しかない) | 아키모토 야스시 | 시라토 유스케    | 4:56  |           |
| 2.           | 〈말한다면 미래를...〉 (語るなら未来を…)        | 아키모토 야스시 | PENGUINS PROJECT | 3:52  |           |
| 3.           | 〈또 만나줘요〉 (また会ってください)            | 아키모토 야스시 | 시라스카 사토루  | 4:34  |           |
| 4.           | 〈세상에는 사랑밖에 없어〉 (off vocal ver.)     |                 | 시라토 유스케    | 4:56. |           |
| 5.           | 〈말한다면 미래를...〉 (off vocal ver.)         |                 | PENGUINS PROJECT | 3:53  |           |
| 6.           | 〈또 만나줘요〉 (off vocal ver.)                |                 | 시라스카 사토루  | 4:31  |           |
| 총 재생 시간 | 총 재생 시간                                    | 총 재생 시간    | 총 재생 시간     | 26:40 |           |

| #            | 제목                                                                     | 감독            | 재생 시간 |
| ------------ | ------------------------------------------------------------------------ | --------------- | --------- |
| 1.           | 〈세상에는 사랑밖에 없어 (뮤직비디오)〉 (世界には愛しかない Music Video) | 이케다 카즈마   | 5:06      |
| 2.           | 〈또 만나줘요 (뮤직비디오)〉 (また会ってください Music Video)            | 中村太洸        | 6:55      |
| 3.           | 〈아마이즈미 유이〉 (今泉佑唯)                                           | 사토 아미       | 4:10      |
| 4.           | 〈코이케 미나미〉 (小池美波)                                             | 이케다 케이     | 5:03      |
| 5.           | 〈코바야시 유이〉 (小林由依)                                             | 카토 마니       | 4:08      |
| 6.           | 〈사토 시오리〉 (佐藤詩織)                                               | 나카무라 토모에 | 7:11      |
| 7.           | 〈스가이 유카〉 (菅井友香)                                               | 하야사카 료스케 | 3:20      |
| 8.           | 〈하라다 아오이〉 (原田葵)                                               | 코야마 타카시   | 3:41      |
| 9.           | 〈요네타니 나나미〉 (米谷奈々未)                                         | 와키사카 유키   | 5:50      |
| 총 재생 시간 | 총 재생 시간                                                             | 총 재생 시간    | 45:24     |

### Type-C
| #            | 제목                                            | 작사            | 작곡              | 편곡  | 재생 시간 |
| ------------ | ----------------------------------------------- | --------------- | ----------------- | ----- | --------- |
| 1.           | 〈세상에는 사랑밖에 없어〉 (世界には愛しかない) | 아키모토 야스시 | 시라토 유스케     | 4:56  |           |
| 2.           | 〈말한다면 미래를...〉 (語るなら未来を…)        | 아키모토 야스시 | PENGUINS PROJECT  | 3:52  |           |
| 3.           | 〈푸른 하늘이 달라〉 (青空が違う)               | 아키모토 야스시 | 스기야마 카츠히코 | 4:52  |           |
| 4.           | 〈세상에는 사랑밖에 없어〉 (off vocal ver.)     |                 | 시라토 유스케     | 4:56. |           |
| 5.           | 〈말한다면 미래를...〉 (off vocal ver.)         |                 | PENGUINS PROJECT  | 3:53  |           |
| 6.           | 〈푸른 하늘이 달라〉 (off vocal ver.)           |                 | 스기야마 카츠히코 | 4:51  |           |
| 총 재생 시간 | 총 재생 시간                                    | 총 재생 시간    | 총 재생 시간      | 27:17 |           |

| #            | 제목                                                                     | 감독            | 재생 시간 |
| ------------ | ------------------------------------------------------------------------ | --------------- | --------- |
| 1.           | 〈세상에는 사랑밖에 없어 (뮤직비디오)〉 (世界には愛しかない Music Video) | 이케다 카즈마   | 5:06      |
| 2.           | 〈말한다면 미래를... (뮤직비디오)〉 (語るなら未来を… Music Video)        | 신구 료헤이     | 4:06      |
| 3.           | 〈우에무라 리나〉 (上村莉菜)                                             | 이토 아라타     | 6:16      |
| 4.           | 〈오다 나나〉 (織田奈那)                                                 | 치다 유키히로   | 6:28      |
| 5.           | 〈사이토 후유카〉 (齋藤冬優花)                                           | 이와키 히토시   | 7:16      |
| 6.           | 〈스즈모토 미유〉 (鈴本美愉)                                             | 이리에 나나코   | 4:37      |
| 7.           | 〈나가사와 나나코〉 (長沢菜々香)                                         | 스기야마 히로키 | 7:06      |
| 8.           | 〈히라테 유리나〉 (平手友梨奈)                                           | 타카하시 타츠야 | 7:23      |
| 9.           | 〈나가하마 네루〉 (長濱ねる)                                             | 타나카 노조미   | 3:22      |
| 총 재생 시간 | 총 재생 시간                                                             | 총 재생 시간    | 51:40     |

### 통상판
| #            | 제목                                                 | 작사            | 작곡              | 편곡  | 재생 시간 |
| ------------ | ---------------------------------------------------- | --------------- | ----------------- | ----- | --------- |
| 1.           | 〈세상에는 사랑밖에 없어〉 (世界には愛しかない)      | 아키모토 야스시 | 시라토 유스케     | 4:56  |           |
| 2.           | 〈밥 딜런은 돌려주지 않아〉 (ボブディランは返さない) | 아키모토 야스시 | 사이토 쿠니아키   | 4:54  |           |
| 3.           | 〈히라가나 케야키〉 (ひらがなけやき)                 | 아키모토 야스시 | 카와우라 마사히로 | 3:43  |           |
| 4.           | 〈세상에는 사랑밖에 없어〉 (off vocal ver.)          |                 | 시라토 유스케     | 4:56  |           |
| 5.           | 〈밥 딜런은 돌려주지 않아〉 (off vocal ver.)         |                 | 사이토 쿠니아키   | 4:54  |           |
| 6.           | 〈히라가나 케야키〉 (off vocal ver.)                 |                 | 카와우라 마사히로 | 3:42  |           |
| 총 재생 시간 | 총 재생 시간                                         | 총 재생 시간    | 총 재생 시간      | 27:02 |           |

## 선발 멤버

### 세상에는 사랑밖에 없어
(센터 : 히라테 유리나)
- 3번째 열 : 오다 나나, 사이토 후유카, 하라다 아오이, 우에무라 리나, 나가자와 나나코, 코이케 미나미, 오제키 리카, 요네타니 나나미, 사토 시오리, 이시모리 니지카[2]
- 2번째 열 : 하부 미즈호, 나가하마 네루, 스가이 유카, 모리야 아카네, 스즈모토 미유, 코바야시 유이[2]
- 1번째 열 : 시다 마나카, 와타나베 리카, 히라테 유리나, 와타나베 리사, 이마이즈미 유이[2]

### 말한다면 미래를…
(센터 : 히라테 유리나)
- 3번째 열 : 오다 나나, 사이토 후유카, 하라다 아오이, 우에무라 리나, 나가자와 나나코, 코이케 미나미, 오제키 리카, 요네타니 나나미, 사토 시오리, 이시모리 니지카[35]
- 2번째 열 : 하부 미즈호, 나가하마 네루, 스가이 유카, 모리야 아카네, 스즈모토 미유, 코바야시 유이[35]
- 1번째 열 : 시다 마나카, 와타나베 리카, 히라테 유리나, 와타나베 리사, 이마이즈미 유이[35]

### 시부야에서 PARCO가 사라진 날
- 히라테 유리나[39]

### 또 만나줘요
- 나가하마 네루[39]

### 푸른 하늘이 달라
- 시다 마나카, 스가이 유카, 모리야 아카네, 와타나베 리카, 와타나베 리사[39]

### 밥 딜런은 돌려주지 않아
- 이마이즈미 유이, 코바야시 유이[39]

### 히라가나 케야키
- 이구치 마오, 우시오 사리나, 카키자키 메미, 카게야마 유카, 카토 시호, 사이토 쿄코, 사사키 쿠미, 사사키 미레이, 타카세 마나, 타카모토 아야카, 나가하마 네루, 히가시무라 메이[39]

## 발매일
| 국가     | 날짜            | 포맷                    | 레이블      | 비고     |
| -------- | --------------- | ----------------------- | ----------- | -------- |
| 일본     | 2016년 8월 10일 | CD+DVD, CD, 디지털 음원 | 소니 레코드 |          |
| 대한민국 | 2016년 9월 6일  | CD, 디지털 음원         | 소니 레코드 | [ 주 3 ] |

## 차트

### 일간 차트
| 차트           | 최고 순위 |
| -------------- | --------- |
| 일본 (오리콘)  | 1         |
| 일본 (TSUTAYA) | 1         |

### 주간 차트
| 차트                                     | 최고 순위 |
| ---------------------------------------- | --------- |
| 일본 (M-ON! J-POP 최강 카운트다운 50)    | 1         |
| 일본 (TSUTAYA)                           | 1         |
| 일본 (Billboard Japan Hot 100)           | 1         |
| 일본 (Billboard Japan Top Singles Sales) | 1         |
| 일본 (Billboard Japan Radio Songs)       | 8         |
| 일본 (오리콘)                            | 1         |
| 일본 (SUPER HITS PERFECT RANKING 50)     | 1         |

### 월간 차트
| 차트                                  | 최고 순위 |
| ------------------------------------- | --------- |
| 일본 (오리콘)                         | 1         |
| 일본 (M-ON! J-POP 최강 카운트다운 50) | 2         |

### 내용주
1. ↑  〈푸른 하늘이 달라〉는 장거리 연예를 노래한 곡이다[36].
2. ↑  전 싱글인〈사일런트 머조리티〉의 국내 라이선스반의 발매일과 같은 날짜이다.
3. ↑  대한민국 국내에서는 통상판으로만 발매됐다.

### 참조주
1. 1 2  케야키자카46 2016a, 케야키자카46 2016b, 케야키자카46 2016c, 케야키자카46 2016d.
2. 1 2 3 4 5  “欅坂46、平手友梨奈が2作連続センター 長濱ねるが初選抜” [케야키자카46, 히라테 유리나가 두 작품 연속 센터, 나가하마 네루가 첫 선발]. 《오리콘 스타일》 (일본어) (oricon ME). 2016년 6월 27일. 2016년 6월 27일에 확인함.
3. ↑  “欅坂46、初主演ドラマ「徳山大五郎を誰が殺したか?」主題歌2ndシングル「世界には愛しかない」MVを公開” [케야키자카46, 첫 주연 드라마 “도쿠야마 다이고로를 누가 죽였나?” 주제가 두 번째 싱글 ‘세상에는 사랑밖에 없어’]. 《navicon》 (일본어) (내비콘). 2016년 7월 12일. 2016년 7월 12일에 확인함.
4. ↑  “欅坂46 注目の2ndシングル「世界には愛しかない」を冠ラジオ番組で初オンエア解禁決定!” [케야키자카46 주목의 두 번째 싱글 ‘세상에는 사랑밖에 없어’를 라디오 프로그램에서 첫 온에어 해금 결정!] (보도 자료) (일본어). PR TIMES. 2016년 6월 17일. 2016년 7월 27일에 확인함.
5. ↑  “欅坂46、新曲テレビ初披露にネット沸く「斬新で鳥肌が立った」” [케야키자카46, 신곡 텔레비전에서는 첫 공개로 넷이 열광하다 ‘참신하고 소름이 돋았다’]. 《MusicVoice》 (일본어) (아이시아이). 2016년 7월 2일. 2016년 8월 3일에 원본 문서에서 보존된 문서. 2016년 7월 27일에 확인함.
6. 1 2  “欅坂46初主演ドラマに「みんなで乗り越えられるのが楽しい」” [케야키자카46 첫 주연 드라마에 ‘다같이 넘어가는 것이 즐겁다’]. 《나탈리》 (일본어) (나타샤). 2016년 7월 4일. 2016년 7월 4일에 확인함.
7. ↑  “欅坂46はなぜ面白く、新しい? 2ndシングルが表す「変化し続ける自由なスタンス」” [케야키자카46은 어째서 즐겁고, 새롭다? 두 번째 싱글이 가리킨다 “계속 변화하는 자유로운 자세”]. 《Real Sound》 (일본어). blueprint. 2016년 8월 23일.
8. ↑  “センター平手友梨奈が叫ぶ! 「欅坂46」の2ndシングルのミュージックビデオが公開!!” [센터 히라테 유리나가 외친다! 케야키자카46의 두 번째 싱글의 뮤직비디오 공개!!]. 《Japan 예능 컬처 연구소》 (일본어). IMW. 2016년 7월 12일. 2016년 9월 14일에 원본 문서에서 보존된 문서. 2016년 7월 12일에 확인함.
9. ↑  나카무라 타쿠미 (2016년 8월 26일). “欅坂46が“けやき坂”で見せた1年目の集大成、そして今後の可能性” [케야키자카46가 ‘히라가나 케야키라카’로 보인 1주년의 집대성, 그리고 금후의 가능성]. 《Real Sound》 (일본어). blueprint. 2016년 8월 26일에 확인함.
10. ↑  시다 마나카; 스가이 유카; 모리야 아카네; 와타나베 리카; 와타나베 리사 (2016년 8월 16일). 《TSUTAYA on IDOL - 欅坂46「世界には愛しかない」第3回》 [TSUTAYA on IDOL - 케야키자카46 ‘세상에는 사랑밖에 없어’ 제3회] (일본어). (인터뷰).  “T-SITE”. 2016년 8월 26일에 확인함.
11. 1 2  “オリコンデイリー CDシングルランキング 2016年08月09日付” [오리콘 일간 CD 싱글 차트 2016년 8월 9일자]. 《ORICON STYLE》 (일본어). oricon ME. 2016년 8월 9일. 2016년 8월 10일에 원본 문서에서 보존된 문서. 2016년 8월 10일에 확인함.
12. 1 2  “Billboard Japan Hot 100 2016/08/22 付け”. 《Billboard JAPAN》 (일본어). Hanshin Contents Link Corporation, PLANTECH Co.,Ltd. & Prometheus Global Media, LLC. 2016년 8월. 2016년 8월 16일에 확인함.
13. 1 2  “欅坂46、初動から2.5万枚伸ばして37.5万枚セールスでシングル・チャート首位” [케야키자카46, 초동에서 2.5만 장 늘려서 37.5만 장 판매로 싱글 차트 선두권]. 《Billboard JAPAN》 (일본어) (Hanshin Contents Link Corporation, PLANTECH Co.,Ltd. & Prometheus Global Media, LLC.). 2016년 8월 15일. 2016년 8월 15일에 확인함.
14. ↑  “オリコン週間 CDシングルランキング 2016年08月08日〜2016年08月14日” [오리콘 주간 CD 싱글 차트 2016년 8월 8일 ~ 2016년 8월 14일]. 《ORICON STYLE》 (일본어). oricon ME. 2016년 8월. 2016년 8월 18일에 원본 문서에서 보존된 문서. 2016년 8월 16일에 확인함.
15. 1 2  “【オリコン】欅坂46、初動30万枚超で2作連続首位 女性グループ3組目の猛発進” [【오리콘】케야키자카46, 초동 30만 장을 넘고 연속 두 작품 선두권 여성 걸 그룹 세 번째의 맹발진]. 《ORICON STYLE》 (일본어) (oricon ME). 2016년 8월 16일. 2016년 8월 16일에 확인함.
16. ↑  “【深ヨミ】欅坂46『世界には愛しかない』 前作SGより初週セールス伸ばす、あの県で売上げ上昇!” [【후카요미】케야키자카46 ‘세상에는 사랑밖에 없어’ 전 싱글보다 첫 주 판매를 늘리다, 그 현에서 매상 상승!]. 《빌보드 재팬》 (일본어) (Hanshin Contents Link Corporation, PLANTECH Co.,Ltd. & Prometheus Global Media, LLC.). 2016년 8월 21일. 2016년 8월 21일에 확인함.
17. 1 2  “オリコン月間 CDシングルランキング 2016年08月度” [오리콘 월간 CD 싱글 차트 2016년 8월]. 《ORICON STYLE》 (일본어). oricon ME. 2016년 9월. 2016년 9월 14일에 원본 문서에서 보존된 문서. 2016년 9월 14일에 확인함.
18. ↑  “欅坂46、センター平手友梨奈が叫ぶ! 広大な草原で迫力ダンスシーン解禁” [케야키자카46, 센터 히라테 유리나가 외친다! 광대반 초원에서 박력 댄스 장면 해금]. 《모델프레스》 (일본어) (넷 네이티브). 2016년 7월 12일. 2016년 7월 12일에 확인함.
19. ↑  “欅坂46：新曲MVは大草原で迫力ダンス センター平手友梨奈は叫ぶ!” [케야키자카46: 신곡 MV는 대초원에서 박력 댄스 센터 히라테 유리나는 외친다!]. 《MANTANWEB》 (일본어) (MANTAN). 2016년 7월 12일. 2016년 7월 12일에 확인함.
20. ↑  시다 마나카; 스가이 유카; 모리야 아카네; 와타나베 리카; 와타나베 리사 (2016년 8월 8일). 《＜インタビュー＞欅坂46・守屋茜「メンバーの顔を（思い）浮かべたら、自然とみんな笑顔になれました」》 [[인터뷰] 케야키자카46 모리야 아카네 ‘멤버들의 얼굴을 떠올릴 수 있다면, 자연스럽게 모두 웃을 수 있었습니다’] (일본어).  인터뷰어: FUMIAKI KUREBAYASHI.  “T-SITE”. 2016년 8월 8일에 확인함.[깨진 링크(과거 내용 찾기)]
21. 1 2 3 4 5 6 7  니시비로 토모카즈 (2016년 8월 23일). 〈欅坂46「世界には愛しかない」MV制作ドキュメント〉 [케야키자카46 ‘세상에는 사랑밖에 없어’ MV 제작 다큐멘트]. 《BRODY》 (일본어). 뱌쿠야 쇼보. 90-96쪽. ASIN B01JOIF4A4. 2016년 8월 30일에 원본 문서에서 보존된 문서. 2016년 10월 21일에 확인함.
22. ↑  〈乃木坂46と欅坂46 永遠性も、閃光のきらめきも閉じ込めた衣装の力〉 [노기자카46과 케야키자카46 영원성도, 섬광의 반짝임도 가둔 의상의 힘]. 《装苑》 [소엔] (일본어). 분카 출판국. 2016년 7월 28일. 25쪽. ASIN B01G5SQDWE.
23. ↑  “欅坂46、新曲MVは北海道の草原でダンス センター平手が叫ぶ!” [케야키자카46, 신곡 MV는 홋카이도의 초원에서 댄스, 센터 히라테가 외친다!]. 《ORICON STYLE》 (일본어) (oricon ME). 2016년 7월 12일. 2016년 7월 12일에 확인함.
24. ↑  “欅坂46、ダンスにフォーカスした新MV公開” [케야키자카46, 댄스에 포커스한 새로운 MV 공개]. 《나탈리》 (일본어) (나타샤). 2016년 7월 20일. 2016년 7월 20일에 확인함.
25. 1 2  “欅坂46、新譜カップリング曲MVの観賞会を本日SHOWROOMで” [케야키자카46, 신보 커플링 곡 MV의 감상회를 오늘 SHOWROOM에서]. 《나탈리》 (일본어) (나타샤). 2016년 7월 19일. 2016년 7월 19일에 확인함.
26. ↑  “欅坂2ndカップリング曲「かっこいい」平手友梨奈” [케야키자카 두 번째 커플링 곡 ‘멋지다’ 히라테 유리나]. 《nikkansports.com》 (일본어) (닛칸 스포츠 신문사). 2016년 7월 19일. 2016년 7월 19일에 확인함.
27. ↑  ““サイマジョ”彷彿のカッコ良さ!欅坂46の2ndシングル収録曲のMV公開” [‘사이머조’ 방불의 멋짐! 케야키자카46의 두 번째 싱글 수록곡의 MV 공개]. 《Smart 더 텔레비전》 (일본어) (KADOKAWA). 2016년 7월 20일. 2016년 7월 20일에 확인함.
28. 1 2  “欅坂46平手友梨奈が閉館控える渋谷PARCOを歌う、ソロ曲MV公開” [케야키자카46 히라테 유리나가 폐관 앞두는 시부야 PARCO를 노래하다, 솔로 곡 MV 공개]. 《나탈리》 (일본어) (나타샤). 2016년 7월 24일. 2016년 7월 24일에 확인함.
29. ↑  카와사키 류야 (2016년 7월 9일). “まるで70年代のアイドル?! 平手友梨奈（欅坂46）の『山手線』” [마치 70년대 아이돌?! 히라테 유리나(케야키자카46)의 ‘야마노테 선’]. 《UtaTen》 (일본어). IBG 미디어. 2016년 8월 17일에 원본 문서에서 보존된 문서. 2016년 7월 9일에 확인함.
30. 1 2  “欅坂46センター平手友梨奈、閉館間近の渋谷PARCOを歌う” [케야키자카46 센터 히라테 유리나, 폐관에 가까운 시부야 PARCO를 노래하다]. 《ORICON STYLE》 (일본어). oricon ME. 2016년 7월 24일. 2016년 7월 24일에 확인함.
31. ↑  “7月23日(土)17:30〜SHOWROOM緊急特番「2ndシングル カップリングMusic Video観賞会 Part.2」放送決定!” [7월 23일 (토) 17:30 ~ SHOWROOM 긴급 특별방송 “두 번째 싱글 커플링 뮤직비디오 감상회 Part.2” 방송 결정!]. 《케야키자카46 공식 사이트》 (일본어). 2016년 7월 23일. 2016년 7월 23일에 확인함.
32. ↑  “欅坂46、2ndシングル収録曲、平手友梨奈ソロ楽曲「渋谷からPARCOが消えた日」Music Video公開!” [케야키자카46, 두 번째 싱글 수록곡, 히라테 유리나 솔로 노래 ‘시부야에서 PARCO가 사라진 날’ 뮤직비디오 공개!] (보도 자료) (일본어). PR TIMES. 2016년 7월 23일. 2016년 7월 23일에 확인함.
33. 1 2  케야키자카46 2016a.
34. 1 2  케야키자카46 2016b.
35. 1 2 3 4 5  케야키자카46 2016c.
36. ↑  무네타카 아키마사 (2016년 8월 20일). “(2ページ目)欅坂46は“大人”を敵として時代を描く 「世界には愛しかない」で示されたコンセプト” [(2페이지) 케야키자카46는 ‘어른’을 적으로 시대를 그리는 ‘세상에는 사랑밖에 없어’로 나타낸 컨셉트]. 《Real Sound》 (일본어). blueprint. 2016년 8월 20일에 확인함.
37. ↑  케야키자코46 2016d.
38. ↑  “欅坂2ndカップリング曲「かっこいい」平手友梨奈” [케야키자카 두 번째 커플링 곡 ‘멋져’ 히라테 유리나]. 《nikkansports.com》 (일본어) (닛칸 스포츠 신문사). 2016년 7월 19일. 2016년 7월 19일에 확인함.
39. 1 2 3 4 5  “『世界には愛しかない』 7月16日スタート 毎週土曜24:20〜24:50 テレビ東京系土曜ドラマ24 「徳山大五郎を誰が殺したか?」主題歌” [‘세상에는 사랑밖에 없어’ 7월 16일 시작 매주 토요일 24:20 ~ 24:50 TV 도쿄 계열 토요 드라마24 “도쿠야마 다이고로를 누가 죽였나?” 주제가]. 《케야키자카46 공식 사이트》 (일본어). 2016년 7월 21일. 2016년 7월 22일에 확인함.
40. ↑  “TSUTAYAランキング CDシングルセル/全ジャンル 2016年8月9日(火)” [TSUTAYA 차트 CD 싱글 SELL/모든 장르 2016년 8월 9일 (화)]. 《TSUTAYA online》 (일본어). TSUTAYA. 2016년 8월 9일. 2016년 8월 11일에 원본 문서에서 보존된 문서. 2016년 8월 11일에 확인함.
41. ↑  “J-POP最強カウントダウン50 2016/8/14(日) オンエア” [J-POP 최강 카운트다운 50 2016/8/14(일) 온에어]. 《MUSIC ON! TV》 (일본어). 엠온 엔터테인먼트. 2016년 8월 14일. 2016년 8월 14일에 확인함.
42. ↑  “TSUTAYAランキング CDシングルセル/全ジャンル 2016年8月8日(月)〜2016年8月14日(日)” [TSUTAYA 차트  CD 싱글 SELL/모든 장르 2016년 8월 8일 (월) ~ 2016년 8월 14일 (일)]. 《TSUTAYA online》 (일본어). TSUTAYA. 2016년 8월. 2016년 8월 18일에 원본 문서에서 보존된 문서. 2016년 8월 16일에 확인함.
43. ↑  “Billboard Japan Radio Songs 2016/08/22 付け”. 《Billboard JAPAN》 (일본어). Hanshin Contents Link Corporation, PLANTECH Co.,Ltd. & Prometheus Global Media, LLC. 2016년 8월. 2016년 8월 26일에 원본 문서에서 보존된 문서. 2016년 8월 16일에 확인함.
44. ↑  “【オリコン】欅坂46、初動30万枚超で2作連続首位 女性グループ3組目の猛発進” [【오리콘】케야키자카46, 초동 30만 장 넘어서 두 싱글 연속으로 선두권 여성 그룹 세 번째 맹발진]. 《ORICON STYLE》 (일본어) (oricon ME). 2016년 8월 16일. 2016년 8월 16일에 확인함.
45. ↑  “SUPER HITS PERFECT RANKING 50 ON AIR: 2016/08/27”. 《스페이스 샤워 TV》 (일본어). 스페이스 샤워 네트워크. 2016년 8월 27일. 2016년 8월 27일에 확인함.
46. ↑  “J-POP最強カウントダウン50 -月間ランキング- 【歌詞入り】 2016/9/10(土) オンエア” [J-POP 최강 카운트다운 50 -월간 차트- 【가사 있음】 2016/9/10(토) 온에어]. 《MUSIC ON! TV》 (일본어). 엠온 엔터테인먼트. 2016년 9월 10일. 2016년 9월 13일에 확인함.

## 참고 문헌
- 케야키자카46 (2016년 8월 10일). 《世界には愛しかない》 [세상에는 사랑밖에 없어] (일본어). Type-A. 소니 뮤직 레코드. ASIN B01GQ8PM4I. SRCL-9147/8.
- 케야키자카46 (2016년 8월 10일). 《世界には愛しかない》 [세상에는 사랑밖에 없어] (일본어). Type-B. 소니 뮤직 레코드. ASIN B01GQ8PP72. SRCL-9149/50.
- 케야키자카46 (2016년 8월 10일). 《世界には愛しかない》 [세상에는 사랑밖에 없어] (일본어). Type-C. 소니 뮤직 레코드. ASIN B01GQ8PM66. SRCL-9151/2.
- 케야키자카46 (2016년 8월 10일). 《世界には愛しかない》 [세상에는 사랑밖에 없어] (일본어) 통상판. 소니 뮤직 레코드. ASIN B01GQ8PM48. SRCL-9153.